# Lilian Bond
Lilian Bond (Londra, 18 gennaio 1908 – Reseda, 21 gennaio 1991) è stata un'attrice britannica.

## Biografia
Interprete già in giovanissima età di pantomime e di riviste nei teatri di Londra, nel 1928 si trasferì negli Stati Uniti, entrando a far parte della compagnia di Earl Carroll, con la quale recitò a Broadway nelle Earl Carroll's Vanities e subito dopo nel musical Fioretta, un clamoroso flop a causa dell'incapacità di cantare della protagonista, la bellissima Dorothy Knapp.
Nel 1929 Lilian Bond esordì nel cinema con il film No More Children, ma la sua carriera cinematografica si sviluppò soltanto a partire dal 1931, con la commedia Stepping Out, già da lei interpretata a teatro due anni prima, e con la sua nomina tra le quindici WAMPAS Baby Stars del 1932, insieme a Gloria Stuart e a Ginger Rogers. In quei due anni partecipò a 16 film e a 10 film nei due anni successivi, ma dal 1935 la sua carriera declinò decisamente. Nel 1940 fu con Gary Cooper in L'uomo del West, interpretando la famosa attrice Lillie Langtry, allora da poco scomparsa. Fece alcune apparizioni in televisione e si ritirò dalle scene nel 1958.
Dopo due matrimoni finiti in divorzio con gli attori Sidney Smith e Morton Lowry, Lilian Bond sposò nel 1961 lo scrittore e sceneggiatore Michael Fessier, col quale visse fino alla morte di lui, avvenuta nel 1988. L'attrice morì tre anni dopo nel Convalescent Hospital di Reseda, un sobborgo di Los Angeles, e fu sepolta accanto al marito nell'Hollywood Forever Cemetery.

## Filmografia parziale

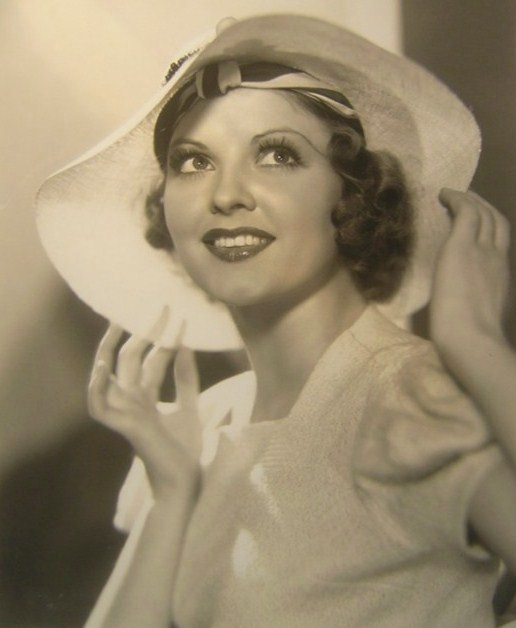
Lilian Bond nel film La croce del sud (1933)

### Cinema
- No More Children, regia di Albert H. Kelley (1929)
- Stepping Out, regia di Charles Reisner (1931)
- Tante donne e nessuna (The Great Lover), regia di Harry Beaumont (1931)
- Naturich la moglie indiana (The Squaw Man), regia di Cecil B. DeMille (1931)
- Beauty and the Boss, regia di Roy Del Ruth (1932)
- Il castello maledetto (The Old Dark House), regia di James Whale (1932)
- L'aeroporto del deserto (Air Mail), regia di John Ford (1932)
- Take a Chanche, regia di Monte Brice e Laurence Schwab (1933)
- Tutto pepe (Hot Pepper), regia di John G. Blystone (1933)
- La croce del sud (When Strangers Marry), regia di Clarence G. Badger (1933)
- A doppia briglia (Double Harness), regia di John Cromwell (1933)
- Hell Bent for Love, regia di David Ross Lederman (1934)
- The Bishop Misbehaves, regia di Ewald André Dupont (1935)
- Blond Cheat, regia di Joseph Santley (1938)
- La casa delle fanciulle (The Housekeeper's Daughter), regia di Hal Roach (1939)
- L'uomo del West (The Westerner), regia di William Wyler (1940)
- Il ritratto di Dorian Gray (The Picture of Dorian Gray), regia di Albert Lewin (1945)
- Il labirinto (The Maze), regia di William Cameron Menzies (1953)
- Una mano nell'ombra (Man in the Attic), regia di Hugo Fregonese (1954)
- La schiava del pirata (Pirates of Tripoli), regia di Felix E. Feist (1955)

### Televisione
- The 20th Century-Fox Hour – serie TV, episodio 1x10 (1956)

## Doppiatrici italiane
- Tina Lattanzi in L'aeroporto del deserto

## Riconoscimenti
- WAMPAS Baby Star nel 1932